# Malinche
Malinche (1496 – 1529 ou 1551), também conhecida como Malintzin e Doña Marina, foi uma indígena (certamente da etnia Nahua) da costa do Golfo do México, que acompanhou Hernán Cortés e teve um papel decisivo no auxílio da Conquista do México, uma vez que falava ao menos três línguas.
A expressão "la malinche!" às vezes é utilizada no sentido de tradutor, "traidor!" no México e em países adjacentes. Isto é, universalmente, quando e se alguém atuar como intérprete ou tradutor, servindo de ponte entre dois ou mais grupos culturais e lingüísticos, presumidamente, ele ou ela pode ou deve ser tido como um inimigo e traidor de uma das partes, tratando-se nestas ocasiões do conceito clássico da confusão da mensagem com o mensageiro. Para muitos mexicanos, Malinche foi uma traidora pois passou para o lado espanhol.

## Malinche
La Malinche (1496 d.C. ou 1505 d.C. - 1529 d.C) foi uma mulher nahuatl que se tornou guia, companheira e confidente de Hernán Cortéz durante a Conquista do México. É conhecida por diversos nomes como Malintzin, criado do seu nome Nahuatl de nascença (Malinalli), Marina (Doña Marina), nome que recebeu quando foi batizada, e Malinche, nome pelo qual é mais conhecida. É uma personagem envolta de muitas controvérsias incluindo seu local e data de nascimento, sua vida antes de encontrar com  Hernán Cortéz e a própria maneira como é interpretada na história. Independente dessas visões, o consenso é de que Malinche é a única personagem feminina que teve um papel ativo na Conquista. Além do seu papel ativo no momento na conquista, muitos estudiosos veem Malinche como um importante símbolo da mulher inserida na cultura patriarcal mexicana, uma mulher que pudesse ao mesmo tempo representar a força de uma mãe e a inteligência no contato com os conquistadores espanhóis.

### Vida
Malinche nasceu em uma região entre os povos maias e astecas, pertencendo à etnia Nahua. Ainda pequena, seu pai faleceu e sua mãe casou-se novamente, tendo outro filho desse casamento. Foi raptada ou vendida (a referências não apontam com precisão o que realmente aconteceu) como escrava para traficantes Xicalongo, onde aprendeu a língua asteca. Malinche, desde então, passou a dominar a língua asteca (o idioma nahuatl) e a língua maia, o que a tornou indispensável durante a Conquista do México. Malinche foi uma das vinte jovens oferecidas como presente pelos nativos a Hernán Cortéz em sua chegada a Tabasco, e logo se destacou pelas suas habilidades com os idiomas, o que provou ser uma vantagem imensa dos espanhóis em relação aos astecas. Além de servir como intérprete, ajudou nas negociações entre as culturas, em especial na tentativa dos espanhóis em estabelecer relações amigáveis com os astecas, conquistando assim aliados entre os povos indígenas favoráveis ou não a Montezuma. Malinche também foi amante de Cortéz e teve um filho com ele. Por já ser casado, Cortéz arranjou um casamento para Malinche com Don Juan Xamarillo, com quem teve uma filha. Por ser mãe desses dois mestiços, Malinche é considerada por muitos a mãe da nação mexicana.

## A Conquista do México

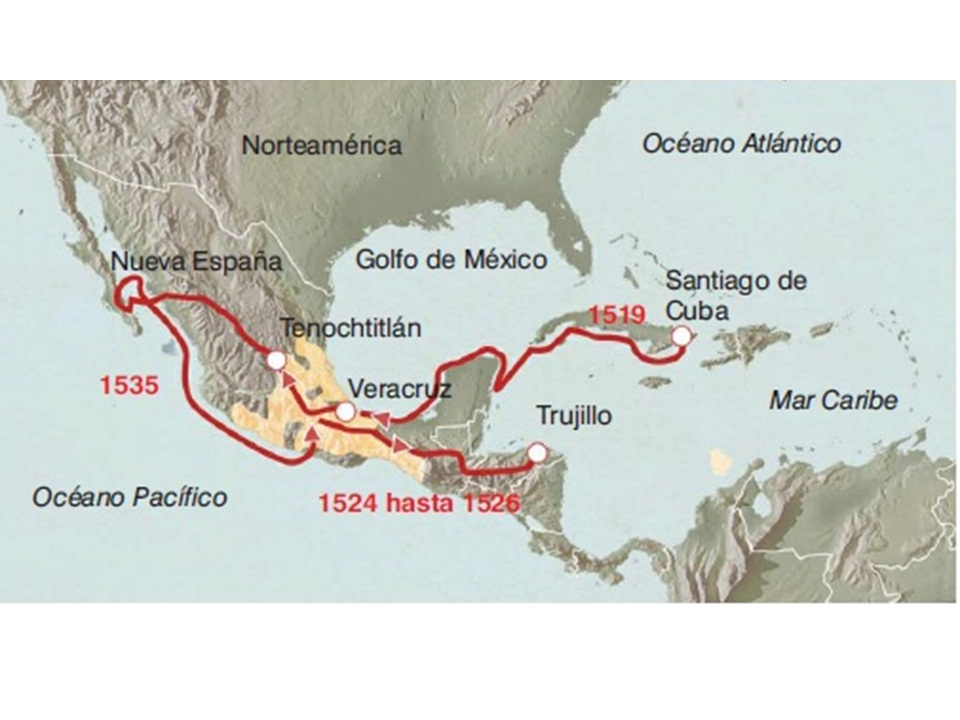
Rota de H. Cortés 1519-1524.

Iniciada pelos espanhóis em 1519, a Conquista do México (Império Asteca) foi realizada por Hernán Cortéz e por alguma centena de homens. Partindo de Santiago de Cuba, as ordens seguidas por Cortéz determinavam que a conquista fosse iniciada a partir da costa mexicana, Vera Cruz, para, a partir dali, seguir em lenta progressão ao interior a fim de conquistar o Império Asteca, Tenochtitlán. A passagem por diversas regiões centrais tinha por objetivo a adesão daquelas populações ao projeto da conquista. Por meio de promessas ou através da guerra a adesão aconteceu e auxiliou Cortéz, já que agora o espanhol possuía um exército numeroso e podia, então, realizar o seu objetivo principal. A Conquista, no entanto, ocorreu não somente por causa do exército numeroso liderado pelo espanhol; já que o exército de Montezuma era composto por mais homens, mas por causa das armas utilizadas e por causa da contaminação bacteriológica. As armas utilizadas pelos espanhóis, canhões, arcabuzes, mostravam a superioridade europeia com o manuseio da pólvora, diminuindo ainda mais a eficácia das armas indígenas, como flechas e espadas. Outro diferencial utilizado pelos europeus é o cavalo, pois enquanto o adversário indígena andava a pé, o espanhol podia atacar e mover-se ao mesmo tempo. No entanto, um dos fatores apontados pelos estudiosos como bem sucedidos na Conquista Mexicana foi a disseminação de doenças. Sarampo, gripe e varíola, foram importantes na Conquista, pois dizimaram uma grande parcela da população indígena e auxiliaram na consolidação da superioridade espanhola. Finalmente, os estudos apontam que um elemento extremamente importante para o sucesso da conquista espanhola foi o contato estabelecido com alguns nativos que auxiliaram na comunicação e na troca de informação entre os povos, podendo citar entre eles Jerônimo Aguilar, um náufrago espanhol e conhecedor da língua maia (conhecimento adquirido na época em que era prisioneiro dos maias) e a jovem indígena Malinche.

## O Papel de Malinche na Conquista
Os registros apontam a influência de diversos personagens na formação da história da conquista espanhola do México, no entanto, a figura que merece destaque pelo importante papel que desempenhou é Malinche. Vista pela literatura mexicana como a primeira mulher nas crônicas da conquista, Malinche é considerada a mãe da nação mexicana e também o símbolo da traição nacional. Dada como escrava para Cortéz no momento da conquista, Malinche tornou-se fundamental para a ampliação do poder espanhol devido ao seu papel de tradutora da língua espanhola para os nativos. Isso em um segundo momento da colonização, pois a princípio Cortéz falava a Aguilar e este falava à Malinche; mas como seus dons para a língua são expressivos, aos poucos Malinche aprendeu o espanhol e passou a realizar sozinha a comunicação entre o conquistador e os nativos. Superado o limite da língua, a colonização espanhola foi estendida para o nível cultural e, dessa forma, consolidada. Os costumes, a ideologia, a religião católica. Todas essas características reforçam a importância do papel de Malinche uma vez que sem a sua intermediação o processo da colonização não poderia ter sido realizado com tanto êxito. Além de aliada indispensável a Cortez no momento da conquista, Malinche tornou-se amante do conquistador e permaneceu ao seu lado durante o momento decisivo da tomada da Cidade do México. Tanto pela relação pessoal desenvolvida por Malinche quanto pela incorporação dos costumes espanhóis, diversas críticas são destinadas à Doña Marina já que a sua postura é vista como submissa à cultura e ao poder europeus. Essa é uma das interpretações negativas que existem sobre a Eva Mexicana, ou seja, a visão de que Malinche seria o símbolo nacional da traição por ter auxiliado na Conquista ao invés de permanecer ao lado de seu povo. Dentre as visões positivas, muitos compreendem Malinche como uma mulher extremamente inteligente que usou suas habilidades para garantir sua sobrevivência. Ademais, a interpretação mais relevante, é aquela que observa Malinche como mãe da nação mexicana. Malinche seria o símbolo da mestiçagem das culturas, sendo seu filho com Cortéz considerado o primeiro mexicano. Tzvetan Todorov escreve:
“A Malinche glorifica a mistura em detrimento da pureza (asteca ou espanhola) e o papel de intermediário. Ela não se submete simplesmente ao outro (...), adota a ideologia do outro e a utiliza para compreender melhor sua própria cultura, o que é comprovado pela eficácia de seu comportamento (...).”